# Karl Kolb
Karl Kolb (Kindberg, 26 augustus 1908 – Klagenfurt, 8 juni 1979) was een Oostenrijkse componist, dirigent en hoornist. 

## Levensloop
Kolb werd hoornist in de militaire muziekkapel van het Alpenjagersregiment in Graz. Tegelijkertijd studeerde hij aan de Universität für Musik und darstellende Kunst, het voormalige conservatorium van Graz (1934-1939). In 1939 kwam hij naar Klagenfurt, van waar hij naar Berlijn ging en studeerde aan de Hoge school voor muziek en behaalde aldaar zijn diploma als Musikmeister. Na de Tweede Wereldoorlog was hij dirigent van de Musikkapelle der Österreichischen Bundesbahn (Muziekkapel van de Oostenrijkse spoorwegen) en van het stedelijk harmonieorkest in Klagenfurt (1954-1977).

## Composities

### Werken voor harmonieorkest
- 1954: - Bundesbahner Marsch
- 1961: - Auf hoher See, mars
- 1961: - Carinthia Marsch
- 1961: - Gruß aus Klagenfurt, mars
- 1961: - Stratosphären Marsch
- 1967: - Montana Ouverture
- 1968: - Wulfenia Walzer
- 1977: - Gott im Himmel, koraal
- 1977: - Kärntner Festfanfare
- 1978: - Intrade
- Ein Gruß an dich, intermezzo
- Klingendes Kärnten